# Доктор наук

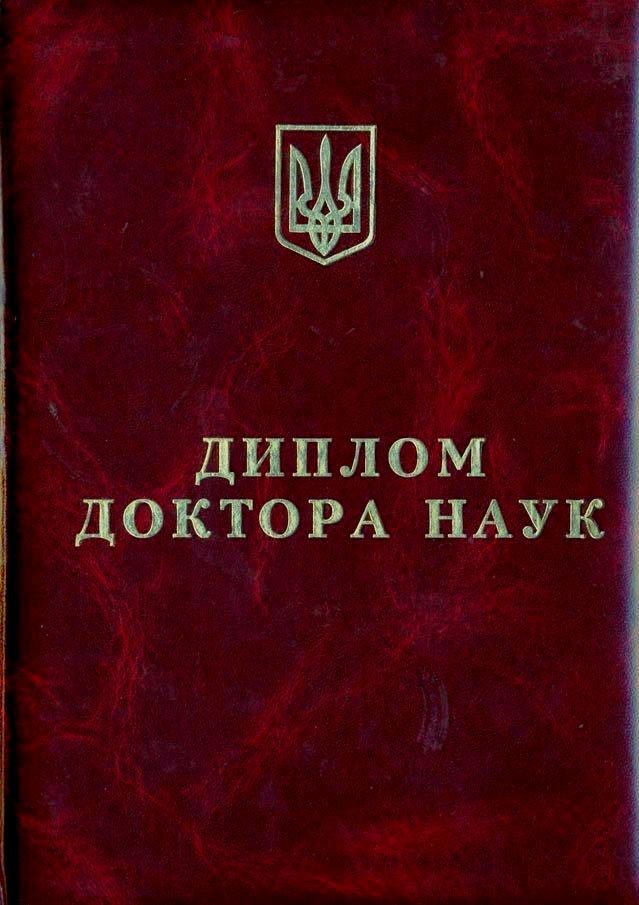
Диплом доктора наук

До́ктор нау́к — вищий науковий ступінь в Україні та деяких країнах Східної Європи, який присуджують на підставі публічного захисту докторської дисертації.

## Порядок присудження ступеня
Кваліфікаційну систему в науці, що дозволяє ранжувати наукових діячів і науково-педагогічних працівників на окремих етапах академічної кар'єри, разом з порядком присудження наукових ступенів «кандидата» та «доктора наук» з 26 галузей наук Україна успадкувала від СРСР.
Після 30 березня 2021 року ступінь доктора наук не входить до системи вищої освіти України. Присудження наукового ступеня доктора наук регулюється Законом «Про наукову і наукову-технічну діяльність».
Особі, яка має науковий ступінь «кандидата наук», пройшла відповідний етап навчання в дослідному підрозділі (наприклад, докторантурі), підготувала та публічно захистила спеціальну наукову роботу (наприклад, докторську дисертацію) спеціалізована вчена рада присуджує науковий ступінь «доктора наук». Врахувавши висновок відповідної експертної ради ДАК, МОН України (до 2011 року — ВАК України) затверджує рішення вченої ради про присудження наукового ступеня та видає диплом доктора наук встановленого зразка.
Порядок присудження наукових ступенів і присвоєння наукового звання старшого наукового співробітника визначає КМУ. Якщо спеціалізована вчена рада порушить вимоги нормативно-правових актів щодо присудження наукових ступенів, МОН України має вжити відповідних заходів аж до скасування рішення ради.

## Номенклатура наукового ступеня «доктор наук»
| - Доктор архітектури — д-р. арх. - Доктор біологічних наук — д-р. б. наук - Доктор ветеринарних наук — д-р. вет. наук - Доктор військових наук — д-р. військ. наук - Доктор географічних наук — д-р. геогр. наук - Доктор геологічних наук (до 1996 — доктор геолого-мінералогічних наук) — д-р. геол. наук - Доктор наук з державного управління — д-р. держ. упр. - Доктор економічних наук — д-р. е. наук - Доктор історичних наук — д-р. і. наук - Доктор культурології — д-р. культ. - Доктор медичних наук — д-р. мед. наук - Доктор мистецтвознавства — д-р. мист. - Доктор педагогічних наук — д-р. пед. наук | - Доктор політичних наук — д-р. політ. наук - Доктор психологічних наук — д-р. психол. наук - Доктор сільськогосподарських наук — д-р. с.-г. наук - Доктор наук із соціальних комунікацій — д-р. соц. ком. - Доктор соціологічних наук — д-р. соц. наук - Доктор технічних наук — д-р. т. наук - Доктор фізико-математичних наук — д-р. ф.-м. наук - Доктор фармацевтичних наук — д-р. фармац. наук - Доктор наук з фізичного виховання і спорту — д-р. фіз. вих. - Доктор філологічних наук — д-р. філол. наук - Доктор філософських наук — д-р. філос. наук - Доктор хімічних наук — д-р. х. наук - Доктор юридичних наук — д-р. ю. наук |

## Аналоги в інших країнах
Питання аналогів українського ступеня «доктора наук» за кордоном неоднозначне через значну розмаїтість вимог і характеристик «західних» докторських ступенів, що залежать від галузі знань та кваліфікації, а також складнощами відповідного перекладу.
В Польщі, наприклад, присуджують наукові ступені doktor і doktor habilitowany, які відповідають українським науковим ступеням за «Угодою між Кабінетом Міністрів України та Урядом Республіки Польща про академічне взаємовизнання документів про освіту та рівноцінність ступенів», що уможливлює продовжувати навчання чи здобувати наступний науковий ступінь і/або звання особам, які мають відповідні документи встановленого зразка: наприклад, дипломований в одній з країн магістр має право здобути «кандидата наук»/doktora в іншій країні, а «кандидат наук»/doktor — «доктора наук»/doktora habilitowanego.

## Статистика в Україні

### 2008

Динаміка за '2004'–2008 чисельності докторів наук, які зайняті в економіці України, осіб

Розподіл у 2008 докторів наук за науковими званнями та статтю, осіб

В економіці України в 2008 р. були зайняті 13,423 докторів наук, що на 4.5 % більше, ніж у 2007 р., зокрема частка чоловіків збільшилася на 3.3 %, жінок — на 9.6 %. Значно зросла чисельність докторів наук в установах МОН (на 585 осіб), МОЗ (на 54), НАН (на 50), АМН (на 9), — у яких працює понад 3/4 докторів наук.
Понад 90 % докторів наук мали звання професора, доцента або старшого наукового співробітника, що на 4.7 % більше, ніж у 2007 р., зокрема частка чоловіків — на 3.4 %, жінок — на 10.2 %. Упродовж 2008 р. на 4.2 % збільшилася кількість професорів, 17.5 % з яких — жінки; доцентів — на 7.4 %, старших наукових співробітників — на 3.8 %. Частка докторів наук, яких обрано академіками та членами-кореспондентами державних академій, становила 5 %. Понад 1/3 входили до складу науково-керівного персоналу наукових організацій або завідували кафедрами, понад 1/4 — працювали на посаді професора в складі кафедр.
Традиційно найбільше докторів наук працювало в науково й технологічно розвинених регіонах країни: в Києві (38 %) та Харківській (14.3 %), Львівській (6.4 %), Дніпропетровській (6.3 %), Донецькій (5.7 %), Одеській (5.6 %) областях.
У 2008 р. значна частка, а саме 62.8 %, працювали у вишах, 27.9 % — в НДІ, їхніх філіях і відділеннях, інших наукових установах; 1.5 % — в апараті управління міністерств, відомств і головних управлінь.
Розподіл чисельності докторів наук за віком залишився практично незмінним: частка пенсіонерів — майже 2/3, молоді (до 40 років) — 2.6 %. Середній вік спеціалістів порівняно з минулим періодом майже не змінився та становив для чоловіків — 61 рік, жінок — 58 років.

Розподіл у 2008 докторів наук за галузями, %

Кожний четвертий зайнятий у галузі технічних наук, майже кожний п'ятий — медичних, а кожний сьомий — фізико-математичних. Наймолодші, з огляду на середній вік (до 50 років) докторів наук, які в них зайняті, — державне управління та політичні науки: молоді — майже половина. Найстаріша — геологічні науки: хоча молоді — 7.0 %, проте старіших за 60 років — понад 70 %.
Упродовж 2008 р. з лав докторів наук з різних причин вибули 726 осіб, зокрема 53 особи вийшли на пенсію, 180 осіб померли, 8 осіб виїхали за кордон; 177 осіб змінили місце роботи.
За період 2004–2008 рр. за кордон виїхали 39 докторів наук: до РФ — 10 осіб, до Німеччини — 7 осіб, до США та Республіки Польща — по 6 осіб, — серед них 14 професорів, 8 доцентів і 12 старших наукових співробітників.

### 2010
В економіці України на 1 жовтня 2010 р. були зайняті 14,418 докторів наук, що на 4.0 % більше, ніж у 2009 р., зокрема частка чоловіків збільшилася на 2.6 %, жінок — на 9.1 %.
96.3 % докторів наук мали звання професора, доцента або старшого наукового співробітника. Протягом 2010 р. на 0.2 % зросла кількість професорів, 18.5 % з яких — жінки; доцентів — на 24.0 %, старших наукових співробітників — на 1.7 %. Частка докторів наук, яких обрано академіками та членами-кореспондентами державних академій, становила 6.0 %. Половина працювала на посадах керівників підприємств, установ, організацій, виробничих, інших основних підрозділів, зокрема 30.0 % — завідували кафедрами, близько 2/3 — працювали у вишах, понад 1/4 — в НДІ й інших наукових установах; 1.3 % — в органах державної влади.
Традиційно найбільше докторів наук працювало в науково й технологічно розвинених регіонах країни: в Києві (37.3 %) та Харківській (13.9 %), Львівській (6.6 %), Дніпропетровській (6.3 %), Донецькій (5.8 %), Одеській (5.6 %) областях.
Лише приблизно половина провадила активну науково-технічну діяльність: у 2010 р. 42.6 % розмістили наукові праці до фахових видань, 8.9 % виступили авторами (співавторами) заявок на отримання патенту.
Протягом минулих років частка пенсіонерів сягнула 58.0 % (проти 54.8 % у 2009 р.), зокрема жінок — 53.2 % (проти 52.4 %); молоді (до 40 років) — 3.7 %. Середній вік спеціалістів порівняно з минулим періодом майже не змінився та становив для чоловіків — 61 рік, жінок — 57 років.
Упродовж 2010 р. з числа докторів наук з різних причин вибуло 677 осіб, зокрема 55 осіб вийшли на пенсію, 202 особи померли, 8 осіб виїхали за кордон; 157 осіб змінили місце роботи.

### 2012
У 2012 р. чисельність докторів наук в Україні сягнула 15.5 тис. осіб, що на 4.7 % більше, ніж у 2011 р.
У 2012 р. диплом доктора наук отримали 689 осіб, серед яких 34.2 % — керівники підприємств, установ, організацій, виробничих або функціональних підрозділів, 31.1 % — професори кафедр, 22.1 % — доценти, 9.3 % — наукові співробітники. У суспільних науках було зайнято 41.5 % докторів наук, у технічних — 17.0 %, у природничих — 14.2 %, у медичних — 16.2 %, у сільськогосподарських — 2.0 %, у гуманітарних — 9.0 %.
На кінець року середній вік докторів наук порівняно з минулим періодом майже не змінився та становив для чоловіків — 62 роки, жінок — 56 років.

### 2021
Від 1993 до 2021 року в Україні захищено 24400 докторських дисертацій.